# The Lowry

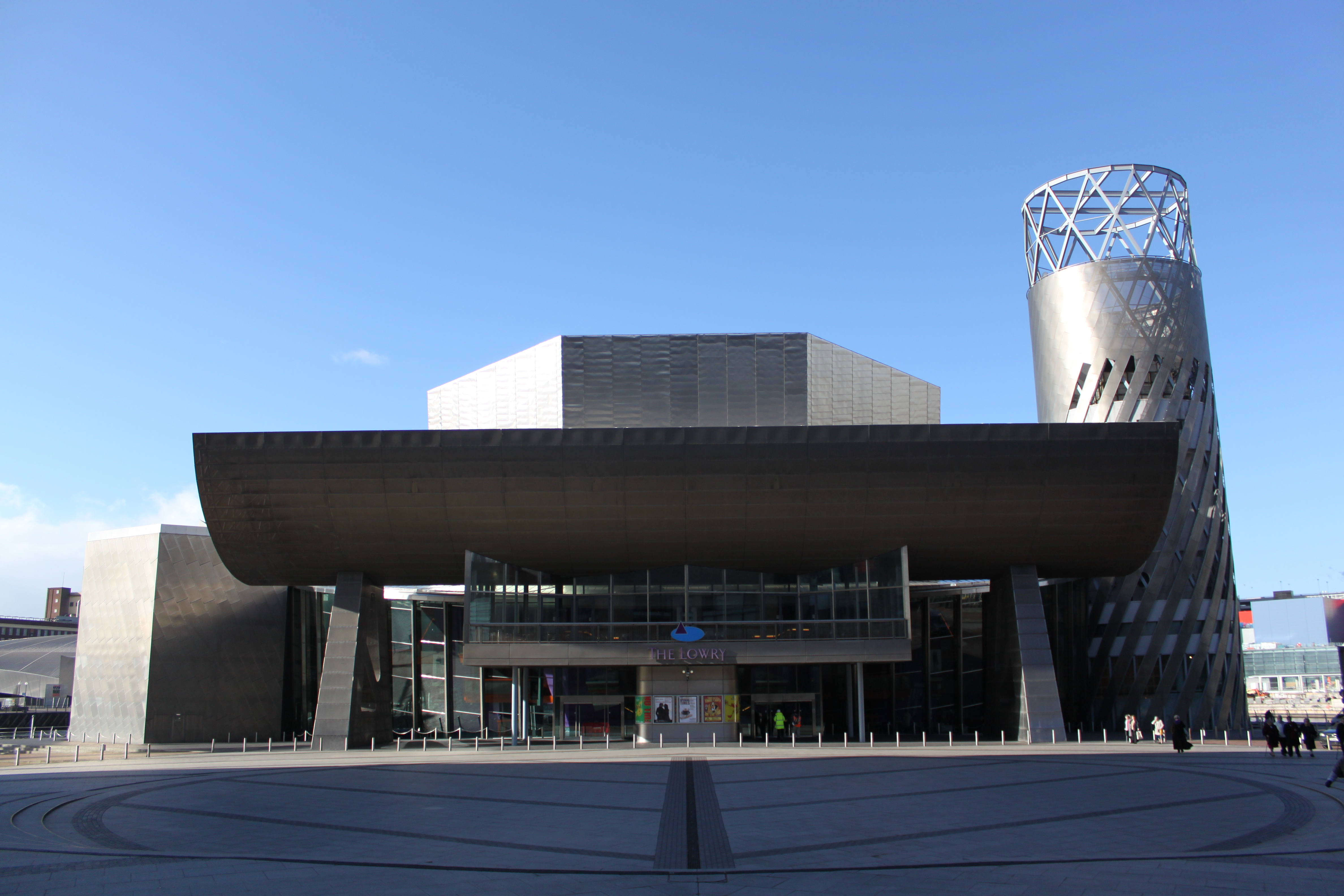
Principale entrée du complexe.

The Lowry est un complexe comprenant un théâtre et une galerie d'art situé à Salford Quays, à Salford, dans le Grand Manchester en Angleterre. Elle doit son nom au peintre du milieu du XXe siècle Laurence Stephen Lowry, connue pour ses toiles représentant des scènes de la vie industrielle du nord-ouest de l'Angleterre. Le complexe a été officiellement inauguré le 12 octobre 2000 par la reine Élisabeth II.